# Parafia Wniebowzięcia Najświętszej Maryi Panny w Mejszagole
Parafia Wniebowzięcia Najświętszej Maryi Panny w Mejszagole (lt. Švč. M. Marijos Ėmimo į dangų parapija) – parafia rzymskokatolicka administracyjnie należąca do dekanatu kalwaryjskiego archidiecezji wileńskiej.